# Coupe Mitropa 1930
Navigation
Édition précédente Édition suivante
La Coupe Mitropa 1930 est la quatrième édition de la Coupe Mitropa. Elle est disputée par huit clubs provenant de quatre pays européens.
La compétition est remportée par le Rapid Vienne, qui bat en finale le Sparta Prague, quatre buts à trois.

## Compétition
Les matchs des quarts, des demies et la finale sont en format aller-retour. 

### Quarts-de-finale
| Équipe 1      | Résultat | Équipe 2       | Aller | Retour |
| ------------- | -------- | -------------- | ----- | ------ |
| Slavia Prague | 2-3      | Ferencváros TC | 2-2   | 0-1    |
| Sparta Prague | 5-3      | First Vienna   | 2-1   | 3-2    |
| Genova 1893   | 2-7      | Rapid Vienne   | 1-1   | 1-6    |
| Újpest FC     | 6-6      | AS Ambrosiana  | 2-4   | 4-2    |

#### Matchs rejoués
| Équipe 1  | Résultat | Équipe 2      | N°1 | N°2 |
| --------- | -------- | ------------- | --- | --- |
| Újpest FC | 4-6      | AS Ambrosiana | 1-1 | 3-5 |

### Demi-finales
| Équipe 1      | Résultat | Équipe 2       | Aller | Retour |
| ------------- | -------- | -------------- | ----- | ------ |
| AS Ambrosiana | 3-8      | Sparta Prague  | 2-2   | 1-6    |
| Rapid Vienne  | 5-2      | Ferencváros TC | 5-1   | 0-1    |

### Finale
La finale se déroule sur deux matchs : le 2 novembre 1930 et le 12 novembre 1930.
| Équipe 1      | Résultat | Équipe 2     | Aller | Retour |
| ------------- | -------- | ------------ | ----- | ------ |
| Sparta Prague | 3-4      | Rapid Vienne | 0-2   | 3-2    |